# Kirsty Coventry
Kirsty Leigh Coventry (Harare, 16. rujna 1983.) je zimbabveanska plivačica.
Dvostruka je olimpijska pobjednica i višestruka svjetska prvakinja u plivanju.
Obnaša dužnost predsjednice Međunarodnog olimpijskog odbora od lipnja 2025. i prva je žena, prva osoba iz Zimbabvea i prva Afrikanka na toj poziciji.